# 三乘菩提
三乘菩提，或稱（指意義上的，不是指音譯上的）三（種）菩提，是佛教術語。廣義的菩提（梵文：बोधि bodhi），是指廣義的「覺」、「覺悟」的意思，三乘是將佛教修行的法道的總體大綱分成三種：菩薩乘（此一修行之道稱為菩薩道）、緣覺乘、聲聞乘（此兩者合稱二乘，其修行之道是所謂的解脫道），而這三乘分別對應的修行成果的不同證道覺悟，分別為全自覺、自覺、（狹義的）覺，可以被理解為三乘（的各自相應的）菩提。

## 三乘菩提與與佛法修行法道
關於三乘菩提，在佛法的修行內容上又相應於兩個主要的修行法道：
- 菩薩道：菩薩乘的修行之道，目標是證得全自覺
- 解脫道：即聲聞乘、緣覺乘的修行之道，目標分別相應於證得（一般的）覺、自覺

## 三乘菩提的果證與涅槃
透過二乘方面的智慧的覺悟，可以證得包含聲聞乘依序的初果、二果、三果、四果（即阿羅漢果）、以及緣覺乘的辟支佛果等等果位。以阿羅漢果與辟支佛果而言，證果當時先是處於當世尚有餘生的有餘涅槃，其將來去世（般涅槃）後即處於不再輪迴的無餘涅槃；而就修行菩薩乘內容的菩薩道而言，則是次第實證菩薩道五十二階位的果證，可以次第實證本來自性清淨涅槃，有餘涅槃及無餘涅槃、最後成佛而證無住處涅槃。但這三者的修行，都能解脫於三界生死輪迴的苦。具有一切知智、是人天導師的佛的覺悟與智慧，遠勝辟支佛與阿羅漢的覺悟與智慧，但佛的覺悟與智慧，是不以成佛為目標的二乘修行人所無法實證的。在佛教的定義裡，解脫生死、不再輪迴者被稱為阿羅漢，所以同樣解脫生死、不再輪迴的佛，當然是阿羅漢之中的一員並以阿羅漢為如來十號之一；然而，不具備例如唯有佛才具備的一切知智的（一般的）阿羅漢，則不是、亦遠不及佛。

## 三乘菩提的內容
- 三乘菩提：分為三種
  - 菩薩乘菩提（巴利語：Samma-sam-bodhi，慣例音譯為三藐三菩提）：全自覺、全面且獨自證悟的覺悟、證悟為佛的覺悟、佛果覺悟
  - 緣覺乘菩提（巴利語：Sam-bodhi，慣例音譯為三菩提；或Pacceka-bodhi）：自覺、獨自證悟的覺悟、證悟為辟支佛的覺悟、辟支佛果覺悟
  - 聲聞乘菩提（巴利語：Bodhi，或Savaka-bodhi）：覺、（一般的）覺悟、證悟為阿羅漢的覺悟、阿羅漢果覺悟